# Радмани
Радмани је насеље у Републици Хрватској у саставу града Пореча у Истарској жупанији.

## Демографија
Према попису становништва из 2001. године, насеље је имало 167 становника те 53 породичних домаћинстава.